# 代替番組
代替番組（だいたいばんぐみ）は、本来予定していた番組が何らかの理由により放送できない場合に、代わりに放送される番組のことである。Bプロ、差し替えやつなぎ番組とも呼ばれる。なおスポーツ中継が中止のために放送される番組については「雨傘番組」と呼ばれる。

## 代替番組が放送されるケース
基本的に雨傘番組・国会中継ができない場合・報道特別番組を除いて、何らかの事情により予定していた日時での放送が困難となった場合は、別の放送回に予定していた企画に差し替えたり、総集編などで補う場合がほとんどの為、番組そのものを差し替える事例は稀である。
- 事件・事故・災害の発生による、被災者・遺族への配慮
  - ドラマ・アニメといったフィクション番組で見られる。例えば大規模な地震発生直後は本編中に地震のシーンを含む回は放送延期ないし中止となることが多い（事件・事故・災害の発生地で当該番組がネットされていない場合も含む）。
- 出演者やスポンサーの降板・不祥事
  - レギュラー出演者や一社提供のスポンサー企業の事情による事例。出演者が原因の場合、代替番組ではなく当該出演者が映っていない部分のみが抜粋されて放送されることが多いが、島田紳助や中居正広の芸能界引退はカット部分が多くなってしまう影響から、番組そのものが休止か打ち切る事態になった。
  - 大河ドラマ『麒麟がくる』では作品放送前に数話分の放送ストックが準備されていたのにもかかわらず、物語の根幹に関わる主要人物を演じる沢尻エリカが諸事情から降板となり、出演シーンの放送やカットによる対応が不可能と判断されたため、川口春奈の代役により撮り直しが行われたが初回放送や以降の放送までに編集が間に合わず、急遽、同作の主人公明智光秀が歴代の大河ドラマではどのように描かれ、演じられてきたかを振り返る特別番組に差し替えられた例がある。
- 番組自体に重大な問題が見つかった場合（やらせ・捏造・ポケモンショックなど）
  - 放送後に問題が発覚した場合、その放送回の翌日～翌週より実施される場合が多い。なお、問題が発覚した番組の打ち切りが決まった場合、代替放送されている番組はつなぎ番組扱いになる。
- 放送局の不祥事
  - 中居正広・フジテレビ問題の影響を受けて、キッコーマンや東洋水産などをはじめとする一社提供番組のスポンサー企業が相次いで提供番組の休止を要請したため、その分が自社の番宣や映画宣伝などに差し替えられた[3]。

- 影響力の大きい著名人の死去
  - 高倉健、渡瀬恒彦、美空ひばり、マイケル・ジャクソン、志村けん、長嶋茂雄などといった、影響力が大きい著名人が死去した場合、番組がその人物の追悼特番などに差し替えられることもある。具体的に出演したフィクション番組や映画作品、ゲストで出演した回の再放送といった具合である。著名な小説家や漫画家の場合は、代表作を原作としたテレビ番組や、映画作品を追悼番組として放送することがある。
- NHKの国会中継において野党の審議拒否などで会議が流会、休憩に入った場合。
  - 番組表には雨傘番組と同様に「【中継できないとき】」と表示される。
- 海外向けテレビ番組配信・在外邦人向けテレビ国際放送のNHKワールド・プレミアムで定時に放送されている番組でも放送権利上の制約によりその回の放送が不可能な場合（放送権の都合で近代オリンピックなどの日本国内でしか放送できない映像が多い放送回）。
  - 主な例では「クローズアップ現代」などの情報番組を関東地方以外の地域情報番組に差し替えている。
- 地域の事情による差し替え
  - 番組自体に特定の地域で放送できない事情を抱えている場合、その地域だけ番組を差し替える例がある。NHKのJリーグ中継や、プロ野球中継（民放[注 1]、NHK問わず）などのスポーツ中継でも、全国ネットで放送されているカードを地元チームのカードに差し替えて放送するケースも多くみられる[注 2]。
- 遅れネットの地域での調整
  - 制作局が何らかの理由で放送を休止したために、本来遅れネットで放送を行っている地域で先行した場合、調整のために穴埋め番組を放送する場合がある。
- 番組撮影の中断・中止に伴う差し替え
  - テレビドラマなどで見られる。何らかの理由により当初予定していた撮影スケジュールの遂行が不可能となり、放送予定日までに完パケを準備できない場合、当初予定されていた放送時間を穴埋めするために番組の差し替えが行われる。例として新型コロナウイルス感染症の世界的流行（パンデミック）では、撮影関係者に感染が確認された人物が現れるなどして、さらなる感染拡大を予防する目的で撮影スタジオの一時的な閉鎖や屋外ロケであっても撮影行為そのものを中断・延期する判断が取られている。ドラマ以外でも多数の出演者が長時間スタジオに拘束される状況で進行するバラエティー番組などで、同様にさらなる感染拡大の予防を目的として撮影中止を判断し、差し替えが行われる。
- 出演者の裏被り回避
  - 本来予定されていた番組で裏番組の出演予定がある場合、地上波における全国ネット番組同士の裏被りが認められていないことから、その放送回を後日に延期させる措置を採ることがある。当初から穴埋め番組として製作されていた番組に差し替えることが主で、被り元の番組が話数調整の関係で順番に放送しなければならないテレビドラマでよくある。
- 返上された放送回のお詫び
  - テレビアニメや大河ドラマ等、複数の放送枠を予め有するフィクション番組で多くみられる。編成上の都合で本命としている放送時間が休止された場合、それ以外の枠ではそれらの作品を題材とした関連番組に差し替えることが多々ある。前者の作品は出演声優がメインのスピンオフバラエティ番組が主だが、後者の場合、その作品を題材とした地域情報番組などが主な差し替え番組である。

## 主な事例
- お荷物小荷物・カムイ編（ABCテレビ）
  - 第16話として制作・放送された「シゴイてイジメてイビリます」（1972年3月18日放送）にて、アイヌ民族の侮辱とも取れる表現が含まれていたという理由で、北海道ウタリ協会（現：北海道アイヌ協会）から抗議を受けたため、当時朝日放送のテレビ部門が属していたTBS系列におけるネット局のうち、アイヌ民族の主要居住地域である北海道放送のみ放送が中止された。このような経緯のため、連続物のフィクション番組で話数飛ばしが認められた数少ない事例でもある。
- ポケットモンスター（テレビ東京）
  - ポケモンショック直後は、テレビ東京系列および遅れネットを行っている多くの地方局で「学級王ヤマザキ」に差し替えられた。また、一部の地方局では、他のアニメ番組[注 3]や、テレビドラマ・バラエティ番組の再放送・遅れ放送やテレビショッピングや放送番組センター配給番組の放送に差し替えられた。
- 新潟県中越地震直後は当時放送されていたアニメの多くで、地震やパニック映像などの類シーンがある回の放送を見送るケースが多発した。
  - 例として、前述の「ポケットモンスター」の続編である「ポケットモンスター アドバンスジェネレーション」では、第101話として制作された「ゆれる島の戦い！ドジョッチVSナマズン!!」にて地震を引き起こす場面があったため、放送日である同年11月4日はその次の話（「海の男！四天王ゲンジ登場!!」）を前倒しで放送した[4]。
- ライアーゲーム（フジテレビ）
  - 2007年6月23日に放送された第1期（土曜ドラマ）最終回は、土曜プレミアムの番組扱いも兼ねて21時からの3時間スペシャルとして放送されていた。レギュラー放送非ネット局のうち、テレビ山口（系列外・遅れネット）とテレビ大分（日本テレビ系列とのクロスネット局・当時土曜プレミアムは同時ネット）は最終回3時間スペシャルのみの放送のため、内容はそれらの局に対するストーリーの調整も兼ねて所々に挿入されたこれまでの総集編が殆どを占めていた。フジテレビ系列局であってもNNNとANNのトリプルクロスネット局であるテレビ宮崎[注 4]は最終回スペシャルが通常、同時ネット対象局である土曜プレミアムの番組で唯一ネットされなかったため、洋画『星の王子 ニューヨークへ行く』に差し替えられ、レギュラー放送非ネット局であっても対応が分かれていた。同局でもシーズン2の同時ネット放送に合わせ、DVD版向けに製作されたものを流用された最終回を再編集（総集編パートは簡略化され、オリジナルシーンはノーカットだった）され、前後編に分割された再放送版が本放送としての扱いだった。ストーリーの調整も兼ねていた。
- そのとき、みんなテレビを見ていた!（NHK）
  - 総合テレビで放送された地デジ完全移行記念番組であるが、完全移行が延期された岩手県・宮城県・福島県では東北地方のNHK局が制作したドラマに差し替えられた。その後3県でのアナログ放送最終日に改めて「東北3県 さようならアナログ!もっとデジタル!」が放送された。
- リバース〜警視庁捜査一課チームZ〜（日本テレビ）
  - 当初は2013年1月25日に放送される予定だったが、作品の内容上、アルジェリア人質事件を想起させる可能性があるとして「書道ガールズ!! わたしたちの甲子園」に差し替えられた。4月5日に延期され、加藤清史郎の出演シーンはカットされた[注 5]。
- 侠飯（テレビ東京）
  - 2016年8月19日（2016年8月18日深夜）に放送された第5話の放送直後である8月23日に、高畑裕太が強姦致傷容疑で逮捕されたため、テレビ東京は第6話以降の再編集や撮り直しを決定した。2016年8月上旬に遅れネットを開始したテレビユー山形や仙台放送などの遅れネット局は、高畑が出演する第4話・第5話の放送を中止して別番組に差し替えられた。2016年9月1日（2016年8月31日深夜）から遅れネットで放送する予定であったIBC岩手放送も放送を中止して「初森ベマーズ」の再放送に差し替られた[注 6]。
- 判事失格!?弁護士夏目連太郎の逆転捜査（フジテレビ）
  - 作品自体はユニオン映画が映像を手がけたものを2014年に製作を完了されたものだが、フジテレビの2時間ドラマ枠はそれ以外の番組を積極的に放送しているご時世もあり、3年間のお蔵入りを経て、主演を勤めた渡瀬恒彦が2017年3月14日に亡くなったこともあり、追悼代替番組として3月24日に金曜プレミアム枠で本放送された。通常、2時間ドラマのお蔵入り作品は関東ローカル・関西ローカルの昼間枠や同系列のBS・CS放送局で日の目を見るのが一般的なので、当該番組のように地上波における全国放送のまま日の目を見るのは珍しい方である。
- 人生最高レストラン（TBSテレビ）
  - 2019年10月26日に放送予定だった回が、MCを務める徳井義実の税務問題が発覚したことを受けて急遽「S☆1 世界野球プレミア12直前SP」に差し替えられた。当該回は翌週に徳井が出演しない形に一部再編集した形で放送された。以降も番組は継続され、同年11月9日放送回より番組レギュラーの島崎和歌子が事実上のMC役で進行[注 7]し、同年12月28日放送回より加藤浩次が正式に新MCに就任した。
- 「加害者が自分の趣味を悪用した事件」等によって、テレビアニメの放送が打ち切られたことがある。
  - 例えば、京田辺警察官殺害事件の影響で、『ひぐらしのなく頃に解』や『School Days』の放送が一部（後者はすべて）の地上波のテレビ局で打ち切られたことが挙げられる。